# باشگاه ورزشی النواعیر
باشگاه ورزشی النواعیر (به عربی: نادي النواعير) یک باشگاه فوتبال سوری در شهر حمات می‌باشد.